# Francisco Ramírez Vas
Francisco Ramírez Vas fue un médico español nacido en Santoña (Cantabria) en 1818 y fallecido en abril de 1880.
Estudió en Madrid y, obtenido el título, ejerció su profesión en Olivenza (Badajoz) por espacio de muchos años, primero como particular y después como titular y director del Hospital de la Caridad. Fue, además, subdelegado de Medicina y Cirugía de aquel partido judicial. Dotado de sentimientos muy humanitarios, cuando la invasión del cólera de 1855 renunció a su sueldo para contribuir al sostenimiento de un hospital, de cuya asistencia también se encargó él sin percibir retribución alguna. 
Perteneció a diferentes sociedades científicas españolas y extranjeras, fundó y dirigió El Estandarte Médico, colaboró en El Siglo Médico y en otros periódicos y publicó varios trabajos, especialmente un Tratado de higiene.